# Multi-8
 (avril 2019).
Le Multi-8 était un ordinateur Microdata 800 fabriqué sous licence par la société Intertechnique à partir de 1969. Il était utilisé dans l'industrie pour le contrôle de processus, dans les centrales nucléaires, et dans des applications scientifiques, en particulier la cristallographie. Le Multi-8 était une machine 8 bits, fabriquée à partir de circuits intégrés, et disposant d'une mémoire vive de 8 à 12 Ko. L'originalité du Multi-8 (et du Microdata 800) est que son jeu d'instructions pouvait être redéfini en utilisant des diodes. Le successeur du Multi-8 fut le Multi-4, basé sur le Microdata 1600.